# Astra Taylor
Astra Taylor (geb. 1979 in Winnipeg) ist eine kanadische Autorin, Filmemacherin und Bürgerrechtlerin. Sie ist Mitbegründerin des Debt Collective, einer Organisation, die sich für die Rechte verschuldeter Menschen einsetzt.

## Leben
Taylor wurde 1979 in Winnipeg geboren. Internationale Bekanntheit erlangte sie 2005 mit ihrer Dokumentation über den Philosophen Slavoj Žižek. In den folgenden Jahren arbeitete sie sowohl als Regisseurin mehrerer Dokumentarfilme als auch als Autorin und politische Organisatorin.
Sie war 2023 CBC Massey Lecturer, eine renommierte Vortragsreihe in Kanada. Taylor ist in verschiedenen sozialen Bewegungen aktiv, unter anderem im Bereich der Schuldengerechtigkeit.

## Wirken
Taylor ist die Regisseurin der Dokumentarfilme Zizek!, Examined Life und What Is Democracy?, in denen sie sich mit Philosophie, Gesellschaft und politischer Teilhabe auseinandersetzt. Ihre Filme und Schriften zeichnen sich durch eine kritische Analyse der liberalen Demokratie sowie der neoliberalen Kulturindustrie aus.
Taylor veröffentlichte zahlreiche Essays und Artikel für Medien wie The New York Times, The L.A. Times, The Baffler und n+1. In ihren Büchern wie The People’s Platform: Taking Back Power and Culture in the Digital Age, Democracy May Not Exist, but We’ll Miss It When It’s Gone sowie The Age of Insecurity: Coming Together as Things Fall Apart verbindet sie kulturkritische Analysen mit politischen Handlungsperspektiven.
Ihr Buch Solidarity: The Past, Present, and Future of a World-Changing Idea verfasste sie gemeinsam mit der Politikwissenschaftlerin Leah Hunt-Hendrix. Es stellt das Konzept der Solidarität als politische Praxis in den Mittelpunkt – ein Thema, das auch in ihrer Arbeit als Mitgründerin des Debt Collective im Mittelpunkt steht.
Taylor tritt als Kritikerin der gegenwärtigen politischen Entwicklungen in den Vereinigten Staaten in Erscheinung. So äußert sie sich besorgt über die demokratiegefährdenden Tendenzen unter einer zweiten Trump-Präsidentschaft. Sie sieht in der engen Verflechtung von Kapitalinteressen und Parteipolitik eine zentrale Schwäche des demokratischen Systems in den USA.
In einem gemeinsam mit Naomi Klein im Jahr 2025 verfassten Essay analysierte Taylor die gegenwärtige Ideologie der extremen Rechten als eine Form des „Endzeit-Faschismus“ – ein Zusammenspiel aus technokapitalistischen Fluchtfantasien, autoritärem Nationalismus und der bewussten Inkaufnahme von Umweltzerstörung und Massenelend. Taylor und Klein beschreiben darin, wie Superreiche und rechte Ideologen dystopische Visionen umsetzen – von privatisierten „Freiheitsstädten“ über militärisch abgeschottete Bunker bis hin zu planetaren Fluchtszenarien Richtung Mars – und dabei zugleich die Bedingungen schaffen, die genau diese Szenarien erfordern.
Gleichzeitig appellieren sie an die Notwendigkeit einer solidarischen Gegenbewegung, die sich der fortschreitenden sozialen Zersetzung, dem Autoritarismus und der ökologischen Katastrophe entgegenstellt. Taylor betont, dass diese Bewegung sowohl spirituell als auch politisch sein müsse – verwurzelt in Fürsorge, Zusammenhalt und dem kompromisslosen Bekenntnis zur Bewohnbarkeit dieser Erde.